# Das Glück (1965)
Das Glück (Originaltitel: Le bonheur), auch bekannt als Glück aus dem Blickwinkel des Mannes, ist ein französischer Film von Agnès Varda aus dem Jahr 1965.

## Handlung
Die Handlung beschreibt das Beziehungsleben des jungen Tischlers François. Er wird gezeigt als glücklicher, zugewandter Ehemann und Familienvater. Die Beziehung zu seiner Ehefrau Thérèse erscheint als zärtlich und sinnlich, eine verlässliche und unbelastete Bindung. Als er zufällig die Postangestellte Émilie kennenlernt, folgt er ohne Zögern seiner Anziehung zu ihr und beginnt eine Affäre. Er sagt ihr, dass er sie liebe, dass er seine Frau aber genauso liebe und sein bisheriges Leben nicht verändern werde. Er habe Thérèse nun mal zuerst getroffen; hätte er Émilie zuerst kennengelernt, würde er jetzt mit ihr leben. Dabei erscheint er in keiner Weise rechtfertigend oder schuldbewusst, sondern eher schwärmerisch, dass er solches doppeltes Glück erleben kann.
Sein Familienleben, das eingebettet ist in ein Netz aus verwandtschaftlichen und nachbarschaftlichen Beziehungen, führt er mit Unbefangenheit weiter. Bei einem der sonntäglichen Ausflüge in die Natur, während die Kinder einen Mittagsschlaf machen, bemerkt Thérèse, dass er seit Kurzem sogar fröhlicher sei als sonst. Da er auch ihr gegenüber nicht lügen möchte, erzählt er ihr den Grund. Dabei überschüttet er sie mit Zärtlichkeit und versichert ihr, dass sie um seine Liebe nicht fürchten müsse: Es sei, als seien ihm zusätzliche Arme gewachsen. Ihr werde nichts genommen, es käme nur etwas hinzu. Er habe dies nicht gesucht, aber wolle nicht zurückweisen, was das Leben an Glück bereitstelle. Thérèse wirkt zuerst stark verunsichert und verletzt, macht ihm aber keine Vorwürfe, will ihm sein Glück offenbar nicht verderben. Er versichert ihr: „Wenn es dir Kummer macht, tue ich, was du willst.“ Sie lieben sich im hohen Gras. Als François danach aus einem Schlummer erwacht, ist sie nicht mehr da.
Er sucht im umgebenden Naturgelände nach ihr, mit den Kindern auf dem Arm, fragt Angler und andere Ausflügler nach ihr. Dann sieht er, wie sie aus einem See gezogen wird. Sie ist tot, hat sich offenbar ertränkt. Bei der Beerdigung und den folgenden Überlegungen, wer von den Verwandten die Kinder aufnehmen kann, wirkt er wie betäubt, will aber die Kinder, soweit es möglich ist, in seiner Nähe behalten. Nach ein paar Monaten nimmt er wieder Kontakt zu Émilie auf. Sie sagt, sie sei unglücklich und glücklich zugleich. Er wünscht sich jetzt, dass sie mit ihm und den Kindern lebt. In kurzen Szenen wird gezeigt, wie Émilie in ihre neue Rolle hineinwächst. Die Kinder gewöhnen sich an sie, sie schläft mit François im selben schmalen Bett, in dem er vorher mit Thérèse lag, sie holt die Kinder von der Schule ab, sie kocht, sie bügelt – die gleichen häuslichen Arbeiten, bei denen wir am Anfang auch Thérèse gesehen haben. Der Film endet mit einer Szene bei einem Naturausflug, bei der sich das gleiche Bild zeigt wie am Anfang, nur mit einer neu besetzten Rolle: Die Familie geht Hand in Hand, die Kinder in der Mitte, durch den Wald.
Mit seiner durchweg freundlichen, gleichmütigen Erzählweise enthält sich der Film konsequent jeder direkten moralischen Wertung.

## Kritik
- Jenseits aller Moralität stellt der Film hinter der Poesie seiner malerischen Bildfolgen die Frage nach einem Glück zu dritt und beantwortet sie mit einer Apotheose auf den jungen Ehemann, dessen Glücksbegabung ausreicht, zwei Frauen zu lieben. Ein stilistisch reizvoller Thesenfilm, bei aller Konstruiertheit sehr menschlich, liebenswürdig und auch unterhaltsam. Seinem Glücksbegriff liegt allerdings eher eine Utopie zugrunde, als daß er der Wirklichkeit standhielte.[1]

- Ein sehr menschlicher, unterhaltsamer Film, der allerdings Probleme des Menschseins in allzu bequemer Weise vorgeblich löst. Gleichwohl für Erwachsene, denen freilich einiges Urteilsvermögen zu wünschen wäre, gern empfohlen. (Evangelischer Filmbeobachter, Kritik Nr. 258/1965, S. 469)

Marli Feldvoß sah in dem Film, den sie als „weithin als »unmoralisch« missverstanden[…]“ bezeichnete, einen frühen Beitrag zu „Gender Studies“ und fügte hinzu: „Beinahe eine Geschlechtersatire, inszeniert wie eine Illustration des Glücks aus Magazin und Werbung.“

## Auszeichnungen
- Berlinale 1965: Silberner Bär – Sonderpreis der Jury[3]
- Prix Louis Delluc 1964
- David O'Selznick Award

## Belege
1. ↑  Das Glück. In: Lexikon des internationalen Films. Filmdienst, abgerufen am 1. September 2024.
2. ↑  Marli Feldvoß: Agnès Varda: Nouvelle imagination. In: epd Film. 25. Mai 2018, abgerufen am 1. September 2024.
3. ↑  Preise der Internationalen Jury der Berlinale 1965 (abgerufen am 7. Mai 2023).